# Троица (Владимирская область)
Троица — деревня в Кольчугинском районе Владимирской области России, входит в состав Раздольевского сельского поселения.

## География
Деревня расположена на берегу реки Пекша в 14 км на юг от центра поселения посёлка Раздолье и в 19 км на юго-восток от райцентра города Кольчугино.

## История
В конце XIX — начале XX века деревня входила в состав Дубковской волости Покровского уезда, с 1925 года — в составе Кольчугинской волости Александровского уезда. В 1859 году в деревне числилось 29 дворов, в 1905 году — 48 дворов, в 1926 году — 60 дворов.
С 1929 года деревня входила в состав Завалинского сельсовета Кольчугинского района, с 2005 года — в составе Раздольевского сельского поселения.

## Население
| 1859 | 1905 | 1926 | 2002 | 2010 | 2021 |
| ---- | ---- | ---- | ---- | ---- | ---- |
| 217  | ↗273 | ↘219 | ↘20  | ↘11  | ↗22  |